# حزب بوتسوانا الديمقراطي
حزب بوتسوانا الديمقراطي هو الحزب الحاكم في بوتسوانا، يحكم بوتسوانا منذ استقلال البلاد من المملكة المتحدة عام 1966.